# Shaquille Nangy
Shaquille Momad da Conceição Nangy (Inhambane, 24 de novembro de 1997), conhecido apenas por Shaquille, é um futebolista moçambicano que atua como goleiro. Atualmente defende o Sagrada Esperança e a Seleção Moçambicana.

## Carreira em clubes
Revelado pelo Ferroviário de Inhambane, teve destaque atuando pelo clube homônimo de Maputo, onde atuou entre 2016 e 2024. Foram 81 jogos e 5 gols marcados, vencendo a Taça de Moçambique em 2022. Em julho de 2024, foi contratado pelo Sagrada Esperança, clube da primeira divisão de Angola (Girabola).

## Seleção
A estreia de Shaquille pela Seleção Moçambicana foi em junho de 2021, na vitória por 5 a 0 sobre o Lesoto.
Convocado para a Copa das Nações Africanas de 2023, atuou em 2 partidas dos Mambas na competição, contra Gana (empate por 2 a 2) e Cabo Verde. O volante não evitou a eliminação de Moçambique ainda na primeira fase, com 2 pontos ganhos.

## Títulos
Ferroviário de Maputo
- Taça de Moçambique: 2022